# Съюз на демократичните сили
Вижте пояснителната страница за други значения на Съюз на демократичните сили.
Съюзът на демократичните сили (СДС) е българска дясна политическа партия, наследник на едноименна политическа коалиция.
Член е на Европейската народна партия (ЕНП) от 5 март 1998 г. Централата на Съюза е на улица „Раковски“ 134 в София.
Първоначалната организация  е създаден на 7 декември 1989 г. като коалиция от група неправителствени организации, възстановени стари партии и независими профсъюзи. Общата цел е отхвърлянето на комунистическата тоталитарна система и установяването на демокрация в България.
Съюзът на демократичните сили се конструира като политическа партия през 1998 г. Съорганизаторите на първоначалната политическа формация са обявени за „присъдружни“ политически субекти, като във времето голяма част от тях прекратяват съществуването си като политически партии.

## История

### Основаване на коалицията (1989 – 1997)
Учредители на Съюза на демократичните сили състояло се на 7 декември 1989 г. са организациите Клуб за подкрепа на гласността и преустройството, Независимо сдружение „Екогласност“, Конфедерация на труда „Подкрепа“, Независимо дружество за защита правата на човека, Комитет за защита на религиозните права, свободата на съвестта и духовните ценности, Клуб на незаконно репресираните след 1945 г., Независимо студентско дружество, Движение „Гражданска инициатива“, Българска социалдемократическа партия, БЗНС - Никола Петков. По-късно към съюза се присъединяват организациите Радикалдемократическа партия, Зелена партия, Демократическа партия, Нова социалдемократическа партия, Обединен демократичен център, Демократичен фронт.
Организацията се ръководи от Координационен съвет. Пръв неин председател е Желю Желев. Секретар на съвета е Петър Берон, а говорители – Румен Воденичаров и Георги Спасов.

### Участие на Кръглата маса и избори за ВНС
В периода януари – март 1990 г. СДС участва в Кръглата маса, очертала процеса по демократизацията на политическия живот в България. Тогава организацията се явява като опонент на БКП. Сред основните решения е свикването на VII велико народно събрание, което да изготви и гласува нова конституция на България. За явяването на тези избори съставните партии и организации в съюза подписват политическо споразумение на 14 май 1990 г. На 19 май 1990 г. е проведена първата национална конференция на СДС. Самите избори са проведени на 10 юни 1990 и са загубени от СДС със значителна разлика от водещата БСП. Тогава Съюзът твърди, че резултатите са манипулирани. Петко Симеонов, един от основателите на синята коалиция, разказва 26 години по-късно за опита от изборите за ВНС в интервю във връзка с гласувания референдум от 2016 г. за въвеждането на мажоритарния вот и отказа от държавна субсидия. И по-специално за проблемите с географското райониране при мажоритарния елемент от гласуването на изборите през 1990 г.

### Разцепление
Първият сериозен разрив в организацията настъпва при гласуването на проекта за Конституцията на Република България в Седмото велико народно събрание. 39 души от народните представители на СДС напускат парламента и обявяват гладна стачка, протестирайки срещу предложения проект, а останалите остават на заседанията, макар че не всички се подписват под конституцията. Въпреки това тя е приета на 12 юли и влиза в сила на следващия ден.
В СДС настъпва разцепление. Депутатите, подписали конституцията, остават без подкрепата на своите партии, които подкрепят „групата на 39-тимата“, а в Националния координационен съвет доминира радикалното крило. Той взема решение нито един народен представител, подписал новата конституция, да не бъде номиниран за кандидат от СДС на следващите избори. Така в навечерието на новите избори насрочени за октомври 1991 г. антикомунистическата коалиция СДС се разпада на четири формации, които участват самостоятелно в изборите:
- СДС-движение, правоприемник на коалицията, създадена на 7 декември 1989 г. Лидер е Филип Димитров, последният председател на Националния координационен съвет на „старата“ неразцепена организация.
- СДС-център, в която влизат БСДП, част от Екогласност и две по-малки местни партии.
- СДС-либерали, включваща ЗП, ФКЗД и група, отцепила се от ДП.
- БЗНС „Никола Петков“, която решава да се яви на изборите самостоятелно.

Изборите са спечелени от СДС-движение (110 депутати) с малка разлика пред БСП (106 депутати). Останалите формации, отцепили се от СДС, печелят по-малко от 4% от гласовете и според новоприетия Избирателен закон не влизат в парламента. Така извън него остават политици на СДС като Петър Дертлиев, Милан Дренчев, Александър Каракачанов, Петко Симеонов. Недоволни и огорчени са и привържениците на СДС, защото минималното надмощие в парламента е твърде недостатъчно.
Съюзът съставя своето първо правителство начело с Филип Димитров, в което влизат представители на всички партии и организации, съставляващи коалицията и което е подкрепено в парламента от Движението за права и свободи. За председател на Народното събрание е избран лидерът на Демократическата партия Стефан Савов, а за председател на парламентарната група – Александър Йорданов. Първото правителство на СДС стартира най-важните политически и икономически реформи в страната – приети са закони за възстановяване на частната собственост и за реституция, България става член на Съвета на Европа и ясно ориентира своята външна политика към членство в НАТО и Европейския съюз. Но след неуспешен вот на доверие (в който против правителството гласуват и депутати от СДС, т.нар. „сини мравки“) Димитров подава оставка и след неуспех за сформиране на ново правителство СДС минава в опозиция до края на мандата на XXXVI народно събрание. Следващият кабинет на Любен Беров е сформиран с подкрепата на ДПС и БСП. Той е слаб политик и се оказва в ролята на заложник на тактическо боричкане между партиите. Междувременно слабите държавни институции отприщват много негативни тенденции – икономически хаос, доминиране на законодателната работа от корпоративни интереси, незаконен износ и организирана престъпност.
В СДС настъпва още едно болезнено разцепление. От СДС излиза влиятелната Демократическа партия, която образува коалиция „Народен съюз“ (НС) заедно с БЗНС – НС на Анастасия Мозер. Дясноцентристкото пространство губи сили и популярност и закономерно на парламентарните избори през декември 1994 г. СДС е втора с 68 места, а БСП печели абсолютно мнозинство от 125 депутати; новосформираният НС е на трето място с 18, а ДПС – на четвърто с 15.
След като Филип Димитров подава оставка от НКС на 30 април 1995 г., председател на СДС става Иван Костов.
През 1995 – 1996 г. стремежът на новото ръководство е към по-голямо единство и обща политика, която да очертае бъдещето на СДС като дясноцентристка политическа партия. Опитвайки се да си върне политическото влияние и да спечели изборите, СДС отново се връща към коалиционния принцип и инициира създаването на коалицията „Обединени демократични сили“ (ОДС), в която освен СДС влизат Демократическата партия и БЗНС – Народен съюз. Първият успех на коалицията е спечелването на президентските избори през октомври 1996 от кандидата на коалицията Петър Стоянов.

### Партия (1997 – 2001)
През 1996 г. по време на катастрофалното за България управление на правителството на Жан Виденов в много сектори на икономиката в България настъпва криза. Не се сключва нито една сериозна приватизационна сделка. През пролетта всички усещат, че банковата система се клати. Правителството няма кураж да затвори проблемните банки или да спре отпускането на кредити за икономическите субекти с най-големи загуби. За периода от април до октомври фалират 15 банки, като много българи остават без спестяванията си, трупани в продължение на години. Разменният курс на щатския долар спрямо лева расте главоломно, което води до инфлацията и хиперинфлация. През лятото има зърнена криза поради слаба реколта, а зимата на 1996 е наречена „Виденова зима“ заради рязкото намаляване на снабдяването с хранителни продукти и повишаването на цените. На 21 декември 1996 на проведения извънреден 42 конгрес на БСП Жан Виденов подава оставката си като председател на партията и изразява готовност да подаде оставка и като министър-председател.
След месеци на обществено напрежение хората излизат на улицата с искане за избори и бързи икономически реформи.
На 3 януари 1997 г. започват демонстрации на СДС срещу опитите на БСП да състави ново правителство. През нощта на 10 януари разгневена тълпа щурмува и подпалва сградата на Народното събрание, но силите за сигурност разпръсват протестиращите. Кризата е преодоляна с активното посредничество на новоизбрания президент Петър Стоянов, който е в постоянен контакт с министъра на вътрешните работи Николай Добрев, на когото е възложено да състави ново правителство. На 4 февруари Добрев връща мандата, отказвайки се от съставяне на правителство. Парламентът е разпуснат, назначено е служебно правителство начело със Стефан Софиянски и са насрочени предсрочни парламентарни избори за 19 април 1997 г.
На конференция, проведена на 15 и 16 февруари 1997 г., СДС променя своя статут и се превръща в единна партия с изборни органи. Тази реформа води до сериозни сътресения в коалицията, където на партиите основателки на СДС, които са 15 на брой, се отрежда позицията на „присъдружни организации“. Трансформирането на СДС в партия не се приема еднозначно, защото засилва централизираното ръководство на организацията, създава условия за еднолични решения, пренебрегва ролята на местните организации. Същевременно стеснява избирателната база на СДС, освобождава политическо пространство за други политически партии вдясно и центъра и превръща довчерашни коалиционни партньори в политически конкуренти.
През април 1997 оглавяваната от СДС коалиция „Обединени демократични сили“ (ОДС) успява да спечели пълно мнозинство и образува правителство – първото след 1989 г., което изкарва пълния си мандат.
Правителството на ОДС, включващо министри от СДС и Демократическата партия, управлява от май 1997 до юли 2001 г. По време на неговия мандат в България се въвежда режим на паричен съвет, извършва се активна приватизация на държавните компании и структурна реформа, стартира реформа в здравната система. През първите две години управлението е относително стабилно, но след това се засилват обвиненията в корупция. На местните избори през октомври 1999 г. СДС все пак се представя задоволително. В края на 1999 г. се извършват промени в състава на кабинета, които обаче не довеждат до съществена промяна в обществените настроения. Сред тиражираните сюжети до края на мандата е този за така наречения кръг „Олимп“, който включва лица и компании, облагодетелствани от близостта си до правителството.
Към края на мандата ОДС все още води по популярност пред социалистите, докато Симеон Сакскобургготски не обявява намерението си да се завърне в България и да се включи активно в политическия живот на страната, което драстично променя нагласите на избирателите. Коалицията, водена от СДС, губи изборите за XXXIX народно събрание, проведени на 17 юни 2001 г., макар че спечелва 51 депутатски места. След тази загуба председателят на партията Иван Костов подава оставка, а функциите до следващата национална конференция се поемат от Екатерина Михайлова.

### Разпад и маргинализация след 2001 г.
Скоро след падането от власт настъпват нови процеси на разцепление в СДС. На 8 декември 2001 г. тогавашният кмет на столицата Стефан Софиянски напуска партията и създава своя Съюз на свободните демократи. Евгений Бакърджиев иска оставките на Иван Костов и Екатерина Михайлова. Изключват го и той създава формацията БДС „Радикали“. През 2003 г., след неуспешен опит да си върне лидерството в СДС, Иван Костов заедно с привърженици сформира партията „Демократи за силна България“ (ДСБ). Последствията от разцеплението проличават още на следващите парламентарни избори през 2005.
През 2005 г. поелата 4 години по-рано председателския пост Надежда Михайлова го губи на национална конференция от експрезидента Петър Стоянов. След загубата на лидерското място Михайлова учредява в Плевен вътрешна фракция в СДС на име „Дясна алтернатива“.
През пролетта на 2007 г. СДС е порицан от Европейската народна партия за намерението си да вкара евентуалните евродепутати от партията във фракция, предвождана от британската Консервативната партия и с участието на чешката Гражданска демократична партия.
За първите избори на български представители в Европейския парламент през 2007 г. СДС регистрира своя листа начело с лидера Петър Стоянов, следван от Лъчезар Тошев и Мартин Димитров. Партията получава 4,74% от гласовете и остава без представители в Европарламента. Петър Стоянов подава оставка и на 15 юли за председател на СДС е избран Пламен Юруков. През декември 2008 г. на първите вътрешнопартийни избори, инциирани от Пламен Юруков, за нов председател е избран Мартин Димитров.
На 13 март 2009 г. СДС и ДСБ подписват коалиционно споразумение за участие в изборите за национален и европейски парламент през същата година като Синята коалиция. СДС се обявява твърдо против включването в коалицията на отцепниците от НДСВ Българска нова демокрация (БНД), а Мартин Димитров заявява, че евентуални общи действия на СДС с БНД биха били компрометиращи. На изборите за XLI НС, проведени на 5 юли 2009 г., Синята коалиция получава 6,76% и обявява, че ще подкрепи правителство, съставено от получилата мнозинство партия ГЕРБ. Към края на 2012 г. СДС има 12 334 членове. Към 2018 г. членовете на СДС наброяват 10 000.
През 2013 г. заедно с ДСБ, ДБГ, НПСД и БЗНС учредява коалиция „Реформаторски блок“. Коалицията печели 8,89% и формира коалиция с ГЕРБ. По-късно към нея се присъединяват ХДПБ, Глас народен, Народен съюз, БНД и БДФ. През 2014 на изборите за европейски парламент получава един евродепутат с 6,45%. Недоволна от работата на правителството, ДСБ преминава в опозиция през 2015 г., а през 2016г. напуска. По-късно напускат и НПСД, ХДПБ, БЗНС, ГН и ДБГ. На парламентарните избори през 2017 г. не стига 4% и излиза от парламента. Тогава коалицията се разпада.
Партията продължава да се маргинализира, което я принуждава към коалиционното партньорство с ГЕРБ, подписано преди изборите за Европейски парламент през 2019 година. Постепенно СДС се превръща в придатък на значително превъзхождащата я по брой на членската маса партия ГЕРБ. След загубата на изборите през юли 2021 година поради корупционните процеси в ГЕРБ в СДС започват да се чуват искания коалицията да бъде напусната. Коалицията губи и през ноември, когато отива в опозиция. През 2022 г. коалицията печели изборите, но не успява да събере подкрепа за правителство. През 2023 г. пак печели и е част от правителството, но СДС не получава министри.
През 2025 г. СДС за пръв път след правителството на Димитър Попов от 1990-1991 година влиза в коалиция с БСП, като част от коалицията на ГЕРБ-СДС, БСП-ОЛ и ИТН за сформиране на сто и петото правителство на България.

## Председатели на СДС
|    | картинка | име                 | встъпил в длъжност  | напуснал длъжността | партия |
| 1  |          | Желю Желев          | 7 декември 1989 г.  | 1 август 1990 г.    | СДС    |
| 2  |          | Петър Берон         | 1 август 1990 г.    | 1990 г.             | СДС    |
| 3  |          | Филип Димитров      | 1 декември 1990 г.  | 24 декември 1994 г. | СДС    |
| 4  |          | Иван Костов         | 29 декември 1994 г. | 21 юни 2001 г.      | СДС    |
| 5  |          | Екатерина Михайлова | 26 юни 2001 г.      | 10 март 2002 г.     | СДС    |
| 6  |          | Надежда Михайлова   | 10 март 2002 г.     | 1 октомври 2005 г.  | СДС    |
| 7  |          | Петър Стоянов       | 1 октомври 2005 г.  | 22 май 2007 г.      | СДС    |
| 8  |          | Пламен Юруков       | 15 юли 2007 г.      | 31 декември 2008 г. | СДС    |
| 9  |          | Мартин Димитров     | 31 декември 2008 г. | 10 май 2012 г.      | СДС    |
| 10 |          | Емил Кабаиванов     | 10 май 2012 г.      | 10 януари 2013 г.   | СДС    |
| 11 |          | Божидар Лукарски    | 10 януари 2013 г.   | 27 май 2018 г.      | СДС    |
| 12 |          | Румен Христов       | 27 май 2018 г.      | Действащ            | СДС    |

## Политически партии, произлезли от СДС
- Демократи за силна България
- Съюз на свободните демократи
- Български демократичен съюз „Радикали“